# Hospital de Pica
El Hospital de Pica, ubicado en la región de Tarapacá, es un oasis en pleno desierto de Atacama y data desde la época precolombina. Fue declarado Monumento Histórico en 1990, mediante el decreto nº 813, por ser un reflejo de la arquitectura nortina del siglo XIX.

## Historia
El Hospital está ubicado en la misma localidad de Pica, perteneciente a la comuna de la Provincia del Tamarugal, Región de Tarapacá (Chile). En la década de 1870, Pica fue parte del territorio peruano y tras la Guerra del Pacífico quedó bajo soberanía chilena. En esos años la zona de Tarapacá experimentó un auge derivado de la explotación y comercialización del salitre, lo que provocó un aumento considerable de población en la zona e hizo necesaria la instalación de diversos servicios públicos para sus habitantes.
El antiguo hospital de Pica, ubicado en la calle Balmaceda s/n, fue construido por el gobierno peruano entre 1870 y 1880. Su construcción se realizó empleando materiales disponibles en la zona, principalmente madera de pino oregón. La fachada es de estilo vernáculo con influencias georgianas y exhibe trabajos de ornamentación a partir de tallados hechos con gubias. Los vanos son rectangulares y existe un pórtico que se sostiene con vigas verticales de sección cuadrada y base de piedra.
En la actualidad el inmueble aloja al consultorio público de Pica y aunque sufrió algunos daños en el terremoto de 2005, en el que las vigas verticales que soportan al pórtico sufrieron un desplazamiento que requirió de trabajos de restauración efectuados por la misma administración, hoy sus dependencias se encuentran operativas para la comunidad.  En 2013 se adjudica parte del Fondo del Patrimonio Cultural, del Consejo Nacional de la Cultura y las Artes, donde se consolidó la estructura del corredor exterior y se mejoró su fachada.
Fue declarado Monumento Histórico en 1990 por sus méritos arquitectónicos y por ser reflejo de la arquitectura limpia, liviana y graciosa de los oasis del norte del país en el siglo XIX.

## Véase más
- Anexo: Monumentos nacionales de la Región de Tarapacá